# Мабини, Аполинарио
Аполинарио Мабини и Маранан (исп. Apolinario Mabini y Maranan; 23 июля 1864, Танаунан, Филиппины— 13 мая 1903, Манила, Филиппины) — филиппинский юрист, государственный и политический деятель, первый в истории премьер-министр и министр иностранных дел Филиппин (1899). В период создания Первой Филиппинской республики рассматривался как «мозг революции».

## Биография
Родился в городе Танаунане, был вторым ребёнком из восьми. Его мать работала на рынке, отец был бедным крестьянином. Из-за необычно высокого интеллекта, продемонстрированного в детстве, был направлен в начальную школу, где заодно подрабатывал мальчиком на побегушках и, исполняя случайные поручения в обмен на обучение и проживание. Первоначально он хотел стать священником, но более сильным оказалось стремление защищать бедных и он решил изучать право. В 1881 г. успешно окончил колледж Сан-Хуан, после чего поступил в Университет Санто-Томас, который закончил в 1894 году с дипломом юриста. В это время он зарабатывал, преподавая латынь. Вступив в Гильдию юристов, он не открыл свою частную практику, в предпочел работать в офисе нотариуса. 
В 1892 г. вступил в масонскую ложу Балагтас, взяв имя «Катабай». Через год стал членом движения «Филиппинская лига» (La Liga Filipina), воссозданной после ареста ее основателя Хосе Рисаля. Был утвержден секретарем Высшего совета движения. Входил в группу реформистов, а не сторонников радикальных действий. 
Когда началась Филиппинская революция, веря, что реформы всё ещё могут принести успех, он не сразу её поддержал. Его мнение изменилось, когда в декабре 1896 был казнён Хосе Рисаль.
В 1895 г. заболел полиомиелитом, с прогрессировавшем болезни были парализованы обе ноги политика. Несмотря на его состояние, с началом революции он был арестован вместе со многими другими членами «Филиппинской лиги». Из тринадцати революционных лидеров избежал казни только Мании, поскольку власти не решились приговорить к смерти парализованного человека. Был отправлен в больницу, долгое время находился в тяжелом состоянии. 
Во время Испано-американской войны активно помогал генералу Агинальдо, будучи его главным советником. Он писал черновики законов и редактировал первую в Азии конституцию (Малолос).
С января по май 1899 г. был премьер-министром и министром иностранных дел Филиппин. В ходе переговоров с Соединенными Штатами о перемирии ему не удалось добиться прекращения огня, осознав что американцы не заинтересованы в мирном решении проблемы поддержал войну. 10 декабря 1899 г. он был захвачен американцами в Куяпо. В 1901 г. был сослан в Гуам, как и десятки революционеров, которых американцы называли insurrectos (мятежники) и которые отказались присягнуть на верность Соединенным Штатам. Когда бригадному генералу Артуру Макартуру было предложено объяснить в Сенате США, почему пришлось депортировать парализованного, он телеграфировал, что тот является самым активным агитатором, демонстративно отказывается от амнистии и оставаясь на свободе будет поддерживать связь с повстанцами.
В феврале 1903 г. вернулся на Филиппины, согласившись принять клятву верности Соединенным Штатам. В мае того же года в возрасте 38 лет скончался от холеры.

## Память

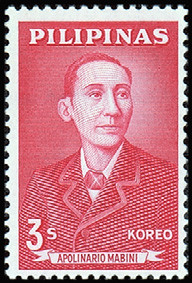
А. Мабини, на почтовой марке Филиппин. 1962 г.

В 1974 г. президентом Филиппин была учреждена Премия Мабини, присуждаемая за выдающуюся внешнеполитическую деятельность в зашите национальных интересов государства. Также его именем названа ежегодная правительственная награда для лиц с ограниченными возможностями.
В память о борце за независимость Филиппин были открыты два музея, его имя носят четыре муниципалитета, в городе Липа в честь него названа школа, также в честь политика названы объекты инфраструктуры: дороги и мосты. Один из рифов на островах Спратли в Южно-Китайском море. оспариваемых рядом стран с КНР назван филиппинцами рифом Мабини. В ВМС страны именем политика был назван один из корветов. Портрет политика был размещен на банкноте достоинством в 10 филиппинских песо.
Образ политика нашел свое местом и в кино. Ронни Квизон исполнил его роль в фильме «Президент» (2012), а Эпи Квизон — в фильме «Генерал Луна» (2015) и его продолжении «Куйо: Новое поколение» (2018).

## Избранные труды
- «Истинный декалог», 24 июня 1898 года
- «Ответы и замечания североамериканскому народу и конгрессу»
- «Постановления Революции»
- «Конституционная программа Филиппинской Республики», 1898
- «Филиппинская революция», 1931